# Rennkuckucke

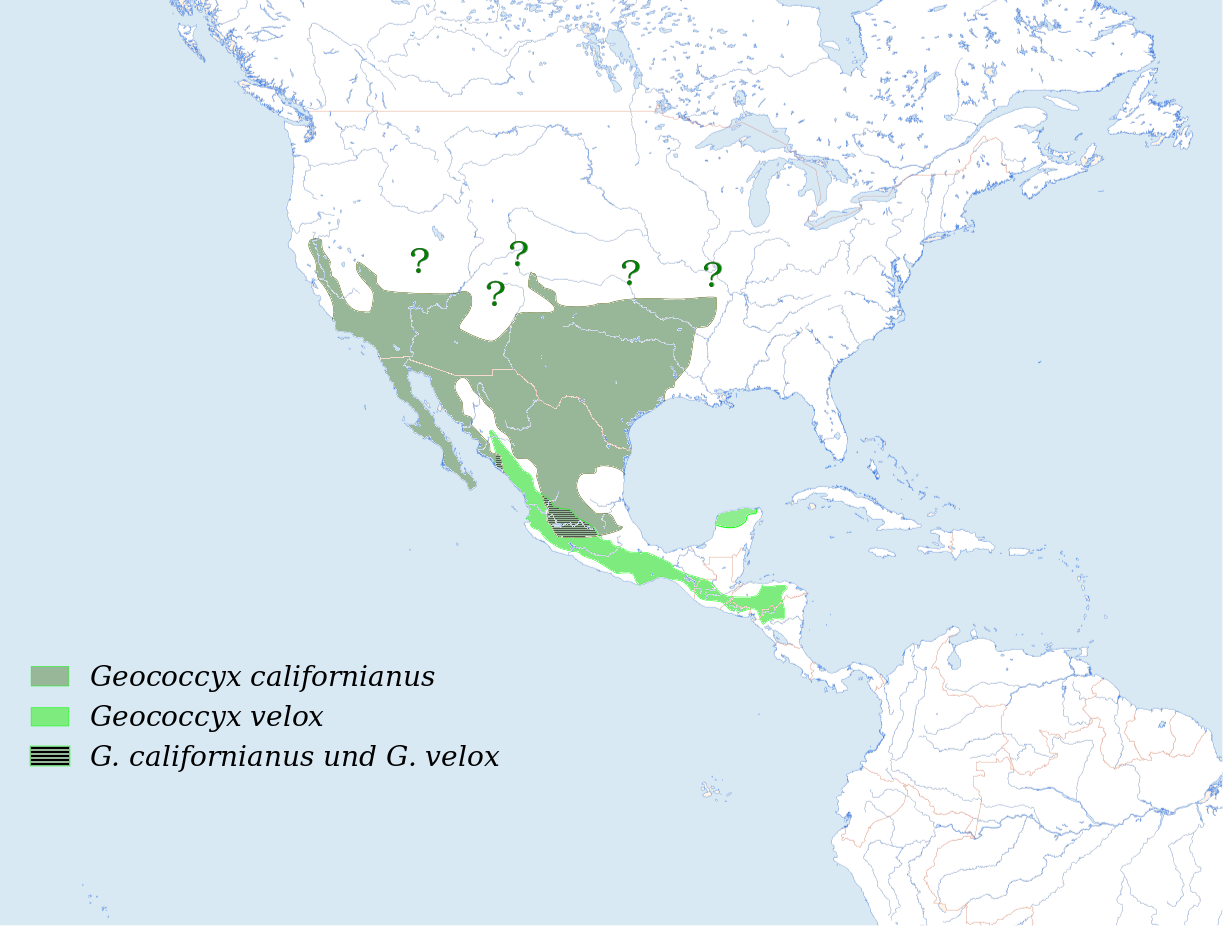
Verbreitungsgebiet der beiden Rennkuckuckarten

Die Rennkuckucke (Geococcyx, engl. Roadrunner) sind eine Gattung der Unterfamilie der Erdkuckucke in der Familie der Kuckucke.

## Verbreitung und Merkmale
Rennkuckucke kommen in Nord- und Mittelamerika vor. Hierbei reicht das Verbreitungsgebiet des Wegekuckucks vom Süd-Westen der USA bis nach Nordmexiko, das des Rennkuckucks von Mexiko bis Nicaragua. Sie kommen vor allem in ariden und semiariden Offenlandschaften vor.
Rennkuckucke sind große, schlanke Vögel. Der Wegekuckuck wird bis zu 56 cm, der Rennkuckuck bis 48 cm groß. Beide Arten haben auffallend lange Beine sowie lange Steuerfedern und kurze Flügel. Es gibt keinen Geschlechtsdimorphismus. Die Kuckucke bewegen sich meist am Boden fort, lange Flüge werden vermieden. Hierauf verweist auch der Gattungsname Geococcyx, der sich aus den griechischen Worten geo (Erde) und kokkux (Kuckuck) zusammensetzt. Der Wegekuckuck kann rennend Geschwindigkeiten von 30 km/h erreichen.
Rennkuckucke sind omnivor. Zur Nahrung zählen Insekten wie Käfer, Raupen oder Echte Grillen, Reptilien wie Echsen und Schlangen, kleine Säugetiere und Früchte wie z. B. von Opuntien.
Keine der beiden Arten sind Brutparasiten, die Jungen werden von beiden Eltern gemeinsam aufgezogen.

## Systematik
Die Gattung umfasst zwei Arten. Schwestertaxon ist die Gattung Neomorphus. Die deutschen Namen folgen Avibase.
- Wegekuckuck (Geococcyx californianus)
- Rennkuckuck (Geococcyx velox)